# Ceratodontiformes
Ceratodontiformes é uma ordem de peixes pulmonados, cuja única espécie viva, o Neoceratodus forsteri ou peixe-pulmonado-australiano, só possui um pulmão que, na realidade, é uma modificação da bexiga natatória.